# Divario retributivo di genere
Il divario retributivo di genere è la differenza tra il salario annuale medio percepito dalle donne e quello percepito dagli uomini. Esistono due diversi parametri che rappresentano il divario retributivo di genere: il divario non rettificato e quello rettificato. Quest'ultimo solitamente tiene conto delle ore di lavoro, occupazioni scelte, educazione scolastica ed esperienza lavorativa. Per esempio secondo l'Eurostat, nel 2014 in Italia il divario retributivo di genere non rettificato valeva il 43,7%, a fronte di una media — nell'UE — del 39,3%. Ciò è dovuto sostanzialmente alla differenza del numero di ore lavorative, le donne in media lavorano meno ore al giorno rispetto agli uomini. Invece se si considera il parametro rettificato il divario retributivo in Italia è pari al 5% a fronte di una media europea del 14,8%. In Italia e in molti altri paesi dell'Unione è illegale pagare una donna meno di una controparte maschile a parità di tempo impiegato.
Le ragioni del divario sono legate a fattori legali, sociali ed economici. Tra questi rientrano la maternità (penalizzazione della maternità vs. bonus della paternità), il congedo parentale, la discriminazione di genere e le norme di genere. Inoltre, le conseguenze del divario retributivo di genere superano le lamentele individuali, portando a una riduzione della produzione economica, pensioni più basse per le donne e minori opportunità di apprendimento.
Il divario retributivo di genere può rappresentare un problema dal punto di vista delle politiche pubbliche nei paesi in via di sviluppo perché riduce la produzione economica e significa che le donne hanno maggiori probabilità di dipendere dai sussidi sociali, soprattutto in età avanzata.

## Prospettiva storica
Negli Stati Uniti, la retribuzione delle donne è aumentata rispetto a quella degli uomini a partire dagli anni '60. Secondo i dati del censimento statunitense, nel 1963 i guadagni medi delle donne erano il 56% di quelli degli uomini. Nel 2016, i guadagni medi delle donne erano aumentati al 79% di quelli degli uomini. Un'analisi dell'Institute for Women's Policy Research pubblicata nel 2017 prevedeva che la retribuzione media avrebbe raggiunto la parità nel 2059.
Secondo uno studio del 2021 sui rapporti salariali storici di genere, le donne nell’Europa meridionale guadagnavano circa la metà di quanto guadagnavano gli uomini non qualificati tra il 1300 e il 1800. Nell’Europa settentrionale e occidentale, il rapporto era molto più alto, ma è diminuito nel periodo 1500-1800.
Una meta-analisi del 2005 di Doris Weichselbaumer e Rudolf Winter-Ebmer di oltre 260 studi pubblicati sul divario retributivo per oltre 60 paesi ha rilevato che, dagli anni '60 agli anni '90, i differenziali salariali grezzi (ovvero non aggiustati) in tutto il mondo sono diminuiti sostanzialmente da circa il 65% al 30%. La maggior parte di questo declino è stata dovuta a migliori dotazioni del mercato del lavoro delle donne (vale a dire migliore istruzione, formazione e attaccamento al lavoro).
Un'altra meta-analisi di 41 studi empirici sul divario salariale condotta nel 1998 ha rilevato un andamento temporale simile nei divari retributivi stimati, con una diminuzione di circa l’1% all’anno.
Uno studio del 2011 condotto dal CMI britannico ha concluso che se la crescita salariale delle donne dirigenti continuasse ai tassi attuali, il divario tra i guadagni delle donne dirigenti e degli uomini dirigenti non si colmerebbe prima del 2109.

## Calcolo
Il divario retributivo di genere non corretto o divario salariale di genere è in genere la differenza mediana o media tra la retribuzione di tutti gli uomini e le donne che lavorano nel campione scelto. Di solito è rappresentato come una percentuale o un rapporto della "differenza tra i guadagni orari lordi medi [o annuali] dei dipendenti uomini e donne come percentuale dei guadagni lordi maschili".
Alcuni paesi utilizzano solo la popolazione attiva a tempo pieno per il calcolo dei divari di genere nazionali. Altri si basano su un campione dell'intera popolazione attiva di un paese (inclusi i lavoratori part-time), nel qual caso l'equivalente a tempo pieno (FTE) viene utilizzato per ottenere la remunerazione per un ammontare uguale di ore retribuite lavorate.
Le organizzazioni non governative applicano il calcolo a vari campioni. Alcune condividono come è stato eseguito il calcolo e su quale set di dati. Il divario retributivo di genere può, ad esempio, essere misurato in base all'etnia, alla città, al lavoro, o all'interno di una singola organizzazione.

## Cause
Alcune variabili che aiutano a spiegare il divario retributivo di genere non corretto includono l’attività economica, l’orario di lavoro e la durata del posto di lavoro. Fattori specifici di genere, tra cui le differenze di genere nelle qualifiche e nella discriminazione, la struttura salariale complessiva e le differenze di remunerazione nei settori industriali influenzano tutti il divario retributivo di genere.

### Settore industriale
La segregazione occupazionale o segregazione orizzontale si riferisce alla disparità nella retribuzione associata ai guadagni occupazionali.
Uno studio di ricerca del 2022, condotto da Folbre e altri, illustra come la concentrazione delle donne nelle occupazioni assistenziali contribuisca in modo significativo al divario retributivo di genere. I loro risultati mostrano che, mentre sia le donne che gli uomini sono colpiti dalle penalizzazioni salariali nei servizi assistenziali, le donne in queste occupazioni affrontano maggiori tribolazioni considerando che hanno maggiori probabilità di essere impiegate nei servizi assistenziali. In Jacobs (1995), Boyd e altri si riferiscono alla divisione orizzontale del lavoro come "high-tech" (prevalentemente uomini) rispetto a "high-touch" (prevalentemente donne) con l'high tech che è più gratificante dal punto di vista finanziario. Gli uomini hanno maggiori probabilità di essere in settori relativamente ben retribuiti e pericolosi come l'estrazione mineraria, l'edilizia o la produzione e di essere rappresentati da un sindacato. Le donne, al contrario, hanno maggiori probabilità di essere in lavori amministrativi e di lavorare nel settore dei servizi.
Uno studio sulla forza lavoro statunitense degli anni '90 ha suggerito che le differenze di genere nell'occupazione, nel settore e nello status sindacale spiegano circa il 53% del divario salariale. Uno studio del 2017 sull'American Economic Journal: Macroeconomics ha rilevato che la crescente importanza del settore dei servizi ha svolto un ruolo nella riduzione del divario di genere in termini di retribuzione e orario. Nel 1998, l'adeguamento delle differenze sia nel capitale umano che nel settore, nell'occupazione e nel sindacalismo ha aumentato la dimensione dei guadagni medi delle donne americane dall'80% di quelli degli uomini americani al 91%.
Uno studio del 2017 condotto dal censimento annuale della National Science Foundation degli Stati Uniti ha rivelato divari retributivi in diverse aree della scienza: c'è una percentuale molto più alta di uomini in settori più retribuiti come matematica e informatica, i due settori scientifici più retribuiti. Gli uomini rappresentavano circa il 75% dei dottorati in quei settori (una percentuale che è rimasta pressoché invariata dal 2007) e si aspettavano di guadagnare $ 113.000 rispetto ai $ 99.000 delle donne. Nelle scienze sociali la differenza tra uomini e donne con dottorati di ricerca era significativamente inferiore, con gli uomini che guadagnavano circa $ 66.000, rispetto ai $ 62.000 delle donne. Tuttavia, in alcuni settori le donne guadagnano di più: le donne in chimica guadagnano circa $ 85.000, circa $ 5.000 in più rispetto ai loro colleghi maschi.
Un’analisi Morningstar dei dati sulle retribuzioni dei dirigenti senior ha rivelato che le donne dirigenti senior hanno guadagnato 84,6 centesimi per ogni dollaro guadagnato dai dirigenti uomini nel 2019. Le donne sono rimaste in inferiorità numerica anche nella C-Suite, con un rapporto di 7 a 1.

### Discriminazione
Una meta-analisi del 2015 di studi di simulazioni sperimentali di occupazione ha rilevato che "gli uomini erano preferiti per i lavori a predominanza maschile (ad esempio, pregiudizio di congruenza del ruolo di genere), mentre non è stata riscontrata alcuna forte preferenza per entrambi i sessi per i lavori a predominanza femminile o integrati". Tuttavia, una meta-analisi di esperimenti di corrispondenza nella vita reale ha rilevato che "gli uomini che si candidano per lavori fortemente stereotipati dalle donne devono presentare tra il doppio e il triplo delle candidature rispetto alle donne per ricevere una risposta positiva per questi lavori" e "le donne che si candidano per lavori a predominanza maschile affrontano livelli di discriminazione inferiori rispetto agli uomini che si candidano per lavori a predominanza femminile". Una revisione sistematica del 2018 di quasi tutti gli esperimenti di corrispondenza dal 2005 ha rilevato che la maggior parte degli studi ha rilevato che le prove di discriminazione di genere "sono molto contrastanti" e che la quantità di discriminazione di genere varia a seconda dell'occupazione, sebbene due studi abbiano rilevato "una penalizzazione significativa per essere incinta o essere madre". Uno studio di audit del 2018 ha rilevato che gli uomini di successo vengono richiamati più frequentemente dai datori di lavoro rispetto alle donne con risultati altrettanto buoni (con un tasso di circa 2 a 1).
In un'intervista del 2016, l'economista di Harvard Claudia Goldin ha sostenuto che la discriminazione palese da parte dei datori di lavoro non era più una causa significativa del divario retributivo di genere, e che la causa è invece più sottile aspettative culturali che sono un retaggio di discriminazione storica. Secondo Goldin, queste aspettative inducono le donne, in media, a dare priorità alla flessibilità temporale, ad assumersi rischi diversi ed evitare situazioni di discriminazione prevista. Ha sostenuto riforme educative per affrontare il divario retributivo di genere rimanente piuttosto che mandati alle aziende, sostenendo che quest'ultimo è semplicemente troppo difficile da implementare date le richieste dell'attuale ambiente aziendale.
Una serie di quattro studi del 2019 ha rilevato che "anche se queste carriere non pagano meno, le persone presumono che gli uomini saranno meno interessati a qualsiasi carriera a maggioranza femminile" e che questo ha "il potenziale per creare una profezia che si auto-avvera in quanto le persone sono anche meno interessate a promuovere aumenti di stipendio nelle carriere di assistenza a predominanza femminile... eppure se più uomini entrassero in queste occupazioni, anche gli stipendi in questi campi potrebbero aumentare".
Alcuni critici dell'idea che la discriminazione causi il divario salariale di genere sostengono che il divario salariale di genere scompare una volta che gli analisti controllano le caratteristiche di un lavoro (ad esempio posizione, anzianità, ruolo lavorativo, livello, performance). Tuttavia, questo è considerato un errore da manuale in econometria perché l'ordinamento occupazionale può essere di per sé un risultato della discriminazione di genere, il che lo renderebbe un cattivo controllo. Controllando le caratteristiche del lavoro, l'analista introduce un bias di collisione nell'analisi, rendendo impossibile trarre conclusioni valide sul ruolo della discriminazione di genere sui guadagni.

### Genitorialità e penalizzazione della maternità
Studi hanno dimostrato che una quota crescente del divario retributivo di genere nel tempo è dovuta ai figli. Il fenomeno dei salari più bassi dovuti alla maternità è stato definito la penalizzazione della maternità. In breve, la penalizzazione della maternità descrive il maggiore svantaggio che le madri affrontano per quanto riguarda il guadagno di salari inferiori rispetto a una donna senza figli. Secondo uno studio condotto dal Comitato economico congiunto, nel 2014 è stato dimostrato che le madri guadagnavano il 3% in meno delle donne senza figli e il 15% in meno degli uomini senza figli. Sebbene sia vero che il divario retributivo di genere si è ridotto, questo fenomeno è essenzialmente significativo solo per gli uomini e le donne senza figli. Inoltre, studi hanno dimostrato che la penalizzazione della maternità è stata incrollabile, piuttosto che in calo come il divario retributivo di genere.
Il contributo della penalizzazione della maternità alla disparità di guadagni tra i sessi varia da paese a paese: nell’Europa meridionale le madri guadagnano più delle donne senza figli, nelle aziende nordiche le madri guadagnano leggermente meno, nell’Europa continentale e nei paesi europei anglosassoni la differenza è maggiore e nell’Europa orientale gran parte del divario retributivo è dovuto alla maternità.
Tradizionalmente, le madri lasciano temporaneamente il lavoro per prendersi cura dei figli. La durata del congedo parentale delle madri influisce sulla retribuzione di genere, un congedo parentale più breve può portare le donne ad abbandonare il posto di lavoro, un congedo parentale più lungo può comportare una riduzione dei salari delle madri, congedi moderati consentono alle madri di bilanciare carriera e maternità. La disponibilità di servizi di assistenza all'infanzia può ridurre la penalizzazione della maternità e aumentare la partecipazione delle madri al posto di lavoro.
Le donne tendono ad accettare lavori meno retribuiti perché hanno maggiori probabilità di avere orari più flessibili rispetto ai lavori più retribuiti. Poiché le donne hanno maggiori probabilità di lavorare meno ore degli uomini, hanno meno esperienza, il che porterà le donne a rimanere indietro nella forza lavoro. Le madri hanno maggiori probabilità di lavorare part-time.
Uno studio del 2019 condotto in Germania ha rilevato che le donne con figli sono discriminate nel mercato del lavoro, mentre gli uomini con figli no. Al contrario, uno studio del 2020 nei Paesi Bassi ha trovato poche prove di discriminazione nei confronti delle donne nelle assunzioni basate sul loro stato genitoriale.
Un'altra spiegazione di tale divario retributivo di genere è la distribuzione dei lavori domestici. Le coppie che crescono un figlio tendono a designare la madre per svolgere la quota maggiore dei lavori domestici e ad assumersi la responsabilità principale della cura dei figli e, di conseguenza, le donne tendono ad avere meno tempo a disposizione per guadagnare un salario. Ciò rafforza il divario retributivo tra uomini e donne nel mercato del lavoro e ora le persone sono intrappolate in questo circolo vizioso.

### Congedo di maternità negli Stati Uniti
La politica statunitense sul congedo di maternità stabilisce che ai dipendenti che hanno lavorato le ore necessarie assegnate è concesso un totale di 12 settimane di assenza dal lavoro, non retribuite. Tuttavia, questi benefici sono regolamentati solo per i datori di lavoro che hanno più di 50 dipendenti. Le aziende più piccole o le società con meno di 50 dipendenti non sono tenute a fornire un congedo alle neomamme. Mentre le 12 settimane sono destinate a essere utilizzate dopo che una madre ha partorito o ha adottato un bambino, il tempo può anche essere utilizzato se ci sono complicazioni con la gravidanza che richiedono loro di assentarsi dal lavoro. La politica di 12 settimane non retribuite negli Stati Uniti è stata ampliata in alcuni stati del paese. Ad esempio, il New Jersey offre ora alle neomamme e alle loro famiglie la possibilità di iscriversi a programmi che consentono loro di ricevere un compenso mentre sono lontane dal lavoro. Ora, le madri hanno un reddito sicuro nonostante non lavorino.
Il National Bureau of Economic Research ha scoperto che in Danimarca la maggior parte della disuguaglianza di genere nel divario salariale era dovuta ai figli. I ricercatori hanno scoperto che l'arrivo dei figli crea un divario di guadagno a lungo termine di circa il 20% per le donne, mentre gli uomini rimangono inalterati. I ricercatori hanno anche scoperto che la quantità di disuguaglianza di genere correlata ai figli è aumentata in modo significativo nel tempo, da circa il 40% nel 1980 all'80% nel 2013.
L’introduzione di un bambino in alcune famiglie americane comporta che il 43% delle neomamme che lavorano nel campo STEM (Scienza, Tecnologia, Ingegneria e Matematica) debba affrontare importanti cambiamenti di carriera, che vanno dall’abbandono completo della forza lavoro al cambio della loro carriera nel campo STEM per un lavoro part-time o una carriera in un altro campo. Mentre questo è vero per le neomamme, alcuni studi dimostrano che sia le neomamme che i neopapà riferiscono di essere colpiti dallo “stigma della flessibilità” sul posto di lavoro. Lo stigma della flessibilità può essere definito come le conseguenze imposte ai lavoratori per aver tentato di bilanciare le responsabilità della loro carriera e della loro famiglia. È stato anche scoperto che le persone in carriera nel campo STEM con bambini piccoli affrontano più conflitti “lavoro-famiglia”, poiché le richieste del rigoroso campo STEM e quelle dei loro bambini piccoli si sovrappongono.

### Norme di genere
Un altro fattore sociale, correlato a quello sopra menzionato, è la socializzazione degli individui ad adottare specifici ruoli di genere. Le scelte lavorative influenzate dalla socializzazione sono spesso inserite in decisioni "dal lato della domanda" in quadri di discriminazione salariale, piuttosto che essere il risultato di una discriminazione del mercato del lavoro esistente che influenza la scelta del lavoro. Gli uomini che ricoprono ruoli lavorativi non tradizionali o lavori che sono visti principalmente come lavori incentrati sulle donne, come l'assistenza infermieristica, hanno una soddisfazione lavorativa sufficientemente elevata da motivare gli uomini a continuare in questi campi lavorativi nonostante le critiche che possono ricevere.
Queste percezioni, insieme ai fattori precedentemente descritti nell'articolo, contribuiscono alla difficoltà delle donne di salire ai ranghi dirigenziali rispetto agli uomini in posizioni simili.
Le idee sociali sui ruoli di genere derivano in qualche modo dall’influenza dei media. I media ritraggono ideali di ruoli specifici di genere su cui si costruiscono gli stereotipi di genere. Questi stereotipi si traducono poi nei tipi di lavoro che uomini e donne possono o dovrebbero fare. In questo modo, il genere gioca un ruolo di mediazione nella discriminazione sul lavoro e le donne si ritrovano in posizioni che non consentono gli stessi progressi degli uomini.
Alcune ricerche suggeriscono che le donne sono più propense a fare volontariato per compiti che hanno meno probabilità di aiutarle a ottenere promozioni, e che è più probabile che venga loro chiesto di fare volontariato e che siano più propense a dire di sì a tali richieste.

### Tecnologia e automazione
Si prevede che l'automazione influisca in modo diverso sull'occupazione maschile e femminile, poiché il mercato del lavoro complessivo è fortemente di genere. Un documento pubblicato nel 2019 dal Fondo monetario internazionale ha previsto che le donne hanno significativamente più probabilità di essere sostituite dall'automazione rispetto ai lavoratori maschi. I ricercatori hanno scoperto che le lavoratrici svolgevano più compiti di routine nei loro lavori rispetto agli uomini, che sono vulnerabili all'automazione. Hanno stimato che "26 milioni di posti di lavoro femminili in 30 paesi (28 paesi membri dell'OCSE, Cipro e Singapore) sono ad alto rischio di essere sostituiti dalla tecnologia (vale a dire, affrontando una probabilità superiore al 70% di essere automatizzati)" nei prossimi due decenni.

### Superlavoro (overwork)
Claudia Goldin ha scoperto che il divario retributivo di genere è causato in gran parte dalle donne che hanno figli e che altre cause del divario retributivo includono la discriminazione e il "lavoro avido". Quest'ultimo è stato definito come quell'insieme di lavori che pagano molto per il "superlavoro" (significativamente più di 40 ore alla settimana) e la disponibilità 24 ore su 24 (ad esempio lavori dirigenziali, finanziari, legali e di consulenza). Le donne occupate in quei lavori vengono pagate quanto gli uomini, anche se pochissime donne (e ancora meno se sono madri) scelgono lavori di tipo "superlavoro", spesso perché incompatibili con l'educazione dei figli. La ricerca di Goldin suggerisce che la soluzione migliore per il superlavoro è che i dipendenti debbano iniziare a richiedere più prevedibilità e flessibilità e che le aziende debbano rendersi conto che i dipendenti altamente qualificati sono più intercambiabili di quanto i datori di lavoro siano abituati a credere.

## Conseguenze

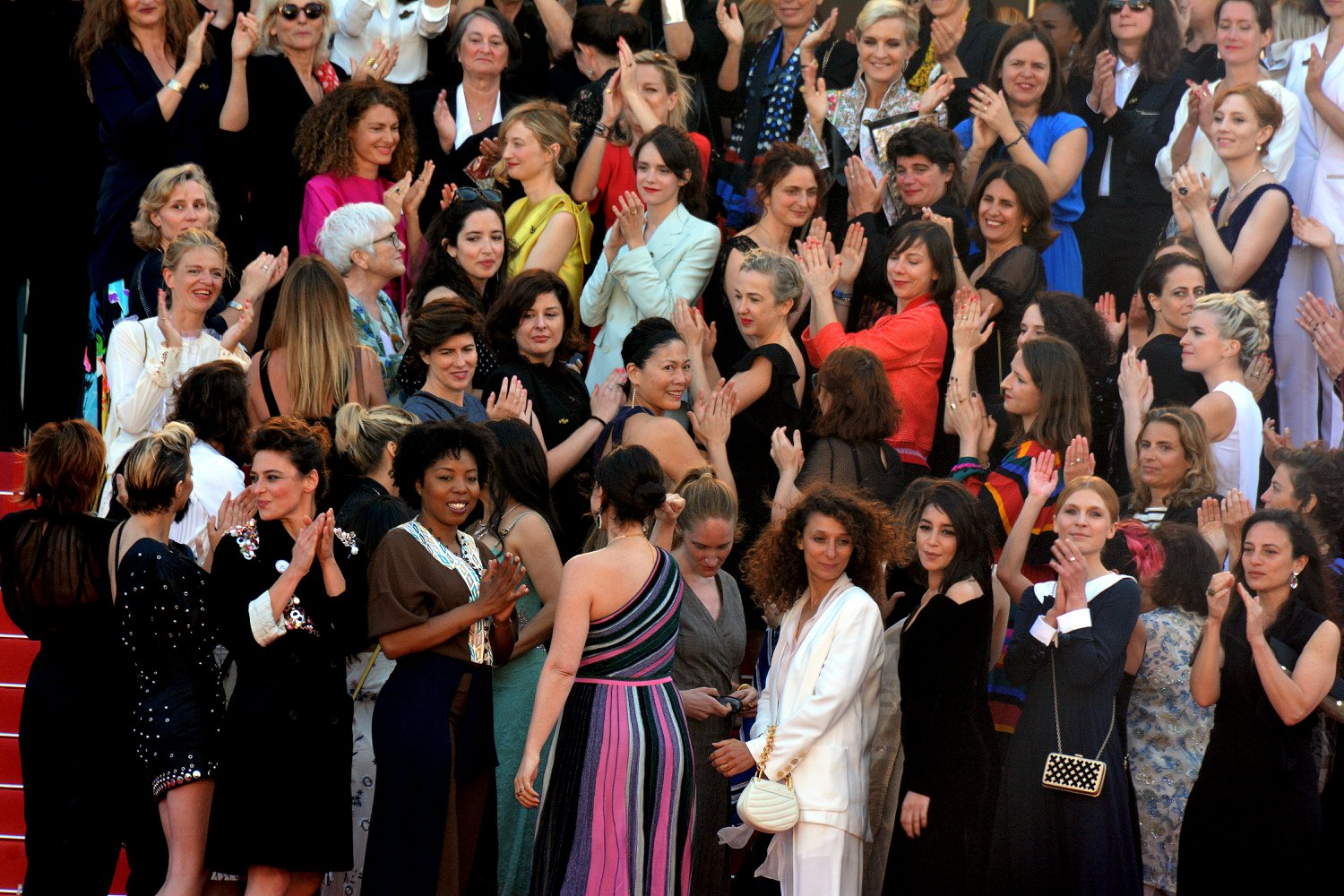
Registe donne protestano contro il divario retributivo di genere e altre disuguaglianze nell'industria cinematografica, durante il Festival di Cannes del 2018.

Il divario retributivo di genere può rappresentare un problema dal punto di vista delle politiche pubbliche perché riduce la produzione economica e implica che le donne hanno maggiori probabilità di dipendere dai sussidi sociali, soprattutto in età avanzata.

### Per l'attività economica
Un rapporto del 2009 per il Dipartimento Australiano per le Famiglie, gli Alloggi, i Servizi alla Comunità e gli Affari Indigeni (FaHCSIA) ha sostenuto che oltre all'equità e alla correttezza ci sono anche forti imperativi economici per affrontare il divario salariale di genere. I ricercatori hanno stimato che una diminuzione del divario salariale di genere dal 17% al 16% aumenterebbe il PIL pro capite di circa $ 260, principalmente a causa di un aumento delle ore lavorate dalle donne. Ignorando i fattori opposti man mano che aumentano le ore lavorate dalle donne, l'eliminazione dell'intero divario salariale di genere dal 17% potrebbe valere circa $ 93 miliardi o l'8,5% del PIL. I ricercatori hanno stimato le cause del divario salariale come segue: la mancanza di esperienza lavorativa era del 7%, la mancanza di formazione formale era del 5%, la segregazione occupazionale era del 25%, lavorare in aziende più piccole era del 3% ed essere donne rappresentava il restante 60%. 

Logo dell'American Association of University Women, un'organizzazione senza scopo di lucro che promuove l'equità per le donne e le ragazze attraverso l'advocacy, l'istruzione e la ricerca.

Uno studio dell’ottobre 2012 condotto dall’American Association of University Women ha rilevato che nel corso di 47 anni, una donna americana con una laurea universitaria guadagnerà circa 1,2 milioni di dollari in meno rispetto a un uomo con lo stesso livello di istruzione. Pertanto, colmare il divario retributivo aumentando i salari delle donne avrebbe un effetto di stimolo che farebbe crescere l’economia degli Stati Uniti di almeno il 3-4%.
Utilizzando i dati del 2019, l'Institute for Women's Policy Research ha riferito a maggio 2021 che se le donne nella forza lavoro americana ricevessero una retribuzione paragonabile a quella delle loro controparti maschili, la povertà per le donne nella forza lavoro si ridurrebbe in media di oltre il 40%. Gli alti tassi di povertà tra le madri single lavoratrici scenderebbero dal 27,7% al 16,7%. Inoltre, hanno scoperto che la parità di retribuzione per le donne nella forza lavoro aumenterebbe i loro guadagni annuali da $ 41.402 a $ 48.326, un aumento di 541 miliardi di dollari nel reddito salariale complessivo nell'economia degli Stati Uniti, equivalente al 2,8% del PIL nel 2019.
Agire per promuovere l’uguaglianza di genere potrebbe contribuire per 13 trilioni di dollari al PIL globale entro il 2030. Secondo l’Istituto europeo per l’uguaglianza di genere, migliorare l’uguaglianza di genere nell’UE potrebbe comportare un aumento del 9,6% del PIL pro capite dell’UE, ovvero 3,15 trilioni di euro, nonché 10,5 milioni di posti di lavoro aggiuntivi entro il 2050.
Il World Economic Forum stima che, con gli attuali tassi di avanzamento, per colmare il divario di genere nella partecipazione economica e nelle opportunità ci vorranno 169 anni.

### Per le pensioni delle donne
Considerando che le donne guadagnano meno degli uomini in generale, è anche meno probabile che siano ammissibili a partecipare ai piani pensionistici. Questo perché i piani pensionistici sono generalmente calcolati in base allo stipendio annuo. Inoltre, ciò richiederebbe alle donne di essere impiegate in lavori che offrono piani pensionistici, di cui hanno meno probabilità di far parte rispetto agli uomini. La Commissione europea sostiene che il divario retributivo ha effetti significativi sulle pensioni. Poiché i guadagni delle donne nell'arco della loro vita sono in media inferiori del 17,5% (a partire dal 2008) rispetto a quelli degli uomini, hanno pensioni più basse. Di conseguenza, le donne anziane hanno maggiori probabilità di affrontare la povertà: il 22% delle donne di età pari o superiore a 65 anni è a rischio povertà rispetto al 16% degli uomini.

### Per l'istruzione e il debito
Analisi condotte dalla Banca Mondiale e disponibili nel World Development Report del 2019 sulla Natura Mutevole del Lavoro (The Changing Nature of Work) collega i guadagni all'accumulo di competenze, suggerendo che le donne accumulano anche meno capitale umano (competenze e conoscenze) sul lavoro e durante la loro carriera. Il rapporto mostra che i guadagni per l'esperienza lavorativa sono inferiori per le donne in tutto il mondo rispetto agli uomini. Ad esempio, in Venezuela, per ogni anno di lavoro aggiuntivo, gli stipendi degli uomini aumentano in media del 2,2%, rispetto a solo l'1,5% per le donne. In Danimarca, al contrario, i guadagni per un anno aggiuntivo di esperienza lavorativa sono gli stessi sia per gli uomini che per le donne, al 5% in media. Per affrontare queste differenze, il rapporto sostiene che i governi potrebbero cercare di rimuovere le limitazioni al tipo o alla natura del lavoro disponibile per le donne ed eliminare le regole che limitano i diritti di proprietà delle donne. Anche il congedo parentale, le pause per l'allattamento e la possibilità di orari flessibili o part-time sono identificati come potenziali fattori che limitano l'apprendimento delle donne sul posto di lavoro.

### Per la violenza domestica
Gli economisti prevedono che i partner con salari più alti abbiano un maggiore potere contrattuale all'interno delle dinamiche familiari. Il divario retributivo di genere può quindi mettere le donne in una posizione di svantaggio rispetto ai loro partner maschi. Inoltre, la ricerca ha scoperto che meno risorse hanno a disposizione le donne, meno probabilità hanno di lasciare una relazione violenta. Altri modelli economici hanno ampliato questa idea, dimostrando che quando perseguire il divorzio è troppo costoso, la minaccia della violenza domestica può agire come un potenziale metodo per spostare i vantaggi contrattuali all'interno di una famiglia. I ricercatori hanno inoltre stabilito una relazione esplicita tra violenza domestica e condizioni del mercato del lavoro, scoprendo che il calo del divario salariale dal 1990 al 2003 ha spiegato una diminuzione del 9% nei tassi di violenza domestica. I costi stimati della violenza domestica dovuti all'assistenza medica e al calo della produttività possono arrivare fino a 9,3 miliardi di dollari. Le donne tendono a esserne colpite più degli uomini e, inoltre, l'esposizione agli abusi domestici ha implicazioni negative non solo per gli adulti, ma anche per i bambini in prossimità dell'abuso. Almeno il 50% della variabilità nei guadagni nel corso della vita può essere attribuito all'esperienza della prima infanzia e gli adulti provenienti da famiglie con abusi e negligenze documentati hanno livelli di istruzione inferiori, così come guadagni economici e beni.

## Teorie economiche
Nel 2023 l'economista Claudia Goldin ha vinto il premio Nobel per l'economia per il suo lavoro sulla comprensione del divario retributivo di genere. Ha scoperto che il divario retributivo di genere è causato in gran parte dalle donne che hanno figli, e che altre cause del divario retributivo includono la discriminazione e il "lavoro avido" (lavori che pagano un grande premio per lavorare significativamente più di 40 ore a settimana e una disponibilità 24 ore su 24).

### Modelli neoclassici
In alcuni modelli neoclassici, la discriminazione da parte dei datori di lavoro può essere inefficiente; escludere o limitare l'occupazione di un gruppo specifico aumenterà i salari dei gruppi che non subiscono discriminazioni. Altre aziende potrebbero quindi ottenere un vantaggio competitivo assumendo più lavoratori dal gruppo che subisce discriminazioni. Di conseguenza, a lungo termine la discriminazione non si verificherebbe. Tuttavia, questa visione dipende da forti ipotesi sul mercato del lavoro e sulle funzioni di produzione delle aziende che tentano di discriminare. Le aziende che discriminano sulla base delle preferenze reali o percepite dei clienti o dei dipendenti non vedrebbero necessariamente la discriminazione scomparire a lungo termine anche in base a modelli stilizzati.

### Spiegazione del monopsonio
Nella teoria del monopsonio, che descrive situazioni in cui c'è un solo acquirente (in questo caso, un "acquirente" per il lavoro), la discriminazione salariale può essere spiegata da variazioni nei vincoli di mobilità del lavoro tra i lavoratori. Ransom e Oaxaca (in uno studio del 2005) mostrano che le donne sembrano essere meno sensibili alla retribuzione rispetto agli uomini, e quindi i datori di lavoro ne approfittano e discriminano nella loro retribuzione per le lavoratrici.

## Misure politiche

### Legislazione antidiscriminazione
Secondo l'edizione del 2008 del rapporto Employment Outlook dell'OCSE, quasi tutti i paesi OCSE hanno emanato leggi per combattere la discriminazione basata sul genere. Esempi di ciò sono l'Equal Pay Act del 1963 e il Titolo VII del Civil Rights Act del 1964. Il divieto legale di comportamenti discriminatori, tuttavia, può essere efficace solo se applicato. L'OCSE sottolinea che:
qui sta un problema importante: in tutti i paesi OCSE, l'applicazione si basa essenzialmente sulla volontà delle vittime di far valere le proprie rivendicazioni. Ma molte persone non sono nemmeno consapevoli dei propri diritti legali in materia di discriminazione sul posto di lavoro. E anche se lo fossero, provare una richiesta di discriminazione è intrinsecamente difficile per il ricorrente e l'azione legale in tribunale è un processo costoso, i cui benefici a lungo termine sono spesso esigui e incerti. Tutto ciò scoraggia le vittime dal presentare reclami. 
Inoltre, sebbene molti paesi dell’OCSE abbiano istituito agenzie specializzate nella lotta alla discriminazione, solo in alcuni di essi queste agenzie sono effettivamente autorizzate, in assenza di denunce individuali, a indagare sulle aziende, ad adottare misure nei confronti dei datori di lavoro sospettati di attuare pratiche discriminatorie e a sanzionarli quando trovano prove di discriminazione.
Nel 2003, il Government Accountability Office (GAO) degli Stati Uniti ha scoperto che le donne negli Stati Uniti, in media, guadagnavano l'80% di quanto guadagnavano gli uomini nel 2000 e la discriminazione sul posto di lavoro potrebbe essere un fattore che contribuisce. Alla luce di queste scoperte, il GAO ha esaminato l'applicazione delle leggi antidiscriminazione nei settori pubblico e privato. In un rapporto del 2008, il GAO si è concentrato sugli sforzi di applicazione e sensibilizzazione della Equal Employment Opportunity Commission (EEOC) e del Department of Labor. Il GAO ha scoperto che l'EEOC non monitora completamente gli sforzi di applicazione della retribuzione di genere e che il Dipartimento del Lavoro non monitora le tendenze di applicazione e i risultati delle prestazioni per quanto riguarda la retribuzione di genere o altre aree specifiche di discriminazione. Il GAO è giunto alla conclusione che "le agenzie federali dovrebbero monitorare meglio le loro prestazioni nell'applicazione delle leggi antidiscriminazione".
Nel 2016, l’EEOC ha proposto una norma per presentare maggiori informazioni sugli stipendi dei dipendenti in base al genere, al fine di monitorare e combattere meglio la discriminazione di genere. Nel 2018, l’Islanda ha emanato una legge per ridurre il divario retributivo del paese.

### Campagne di sensibilizzazione

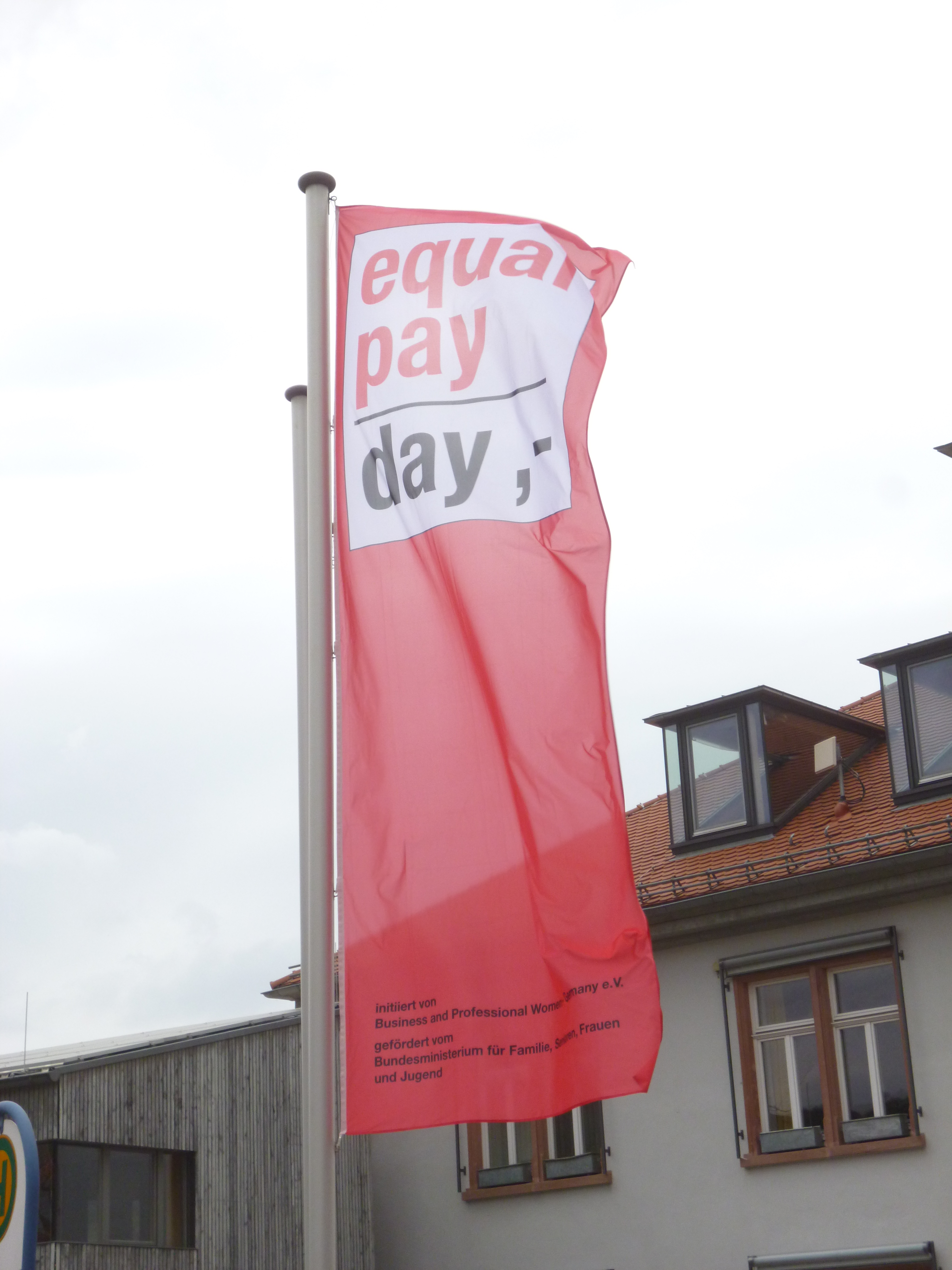
Bandiera della Giornata per la parità retributiva (Equal Pay Day) che sventola il 21 marzo 2014 ad Alsbach, Germania

I gruppi della società civile organizzano campagne di sensibilizzazione che includono attività come l'Equal Pay Day o il movimento equal pay for equal work per aumentare l'attenzione pubblica ricevuta dal gender pay gap. Per lo stesso motivo, vari gruppi pubblicano regolarmente relazioni sullo stato attuale delle differenze retributive di genere. Un esempio è il Global Gender Gap Report.

### Flessibilità lavorativa
La crescita dell'economia "gig" genera flessibilità per i lavoratori che, secondo alcuni, favorirà le donne. Tuttavia, l'analisi dei guadagni di oltre un milione di autisti Uber negli Stati Uniti ha sorprendentemente mostrato che il divario retributivo di genere tra gli autisti è di circa il 7% a favore degli uomini. L'algoritmo di Uber non distingue il genere dei suoi lavoratori, ma gli uomini ottengono più reddito perché scelgono meglio quando e in quali aree lavorare e annullano e accettano viaggi in modo più redditizio. Infine, gli uomini guidano il 2,2% più velocemente delle donne, il che consente loro anche di aumentare il loro reddito per unità di tempo. Lo studio conclude che l'economia "gig" può perpetuare il divario retributivo di genere anche in assenza di discriminazione.
Nel 2020, i ricercatori della Stanford University hanno utilizzato i dati di oltre un milione di autisti Uber per dimostrare che, nonostante le autiste guadagnino il 7% in meno rispetto agli autisti uomini, questa differenza era "interamente attribuita a tre fattori: esperienza sulla piattaforma (...), preferenze e vincoli su dove lavorare (...) e preferenze per la velocità di guida"; hanno osservato che i loro risultati "suggeriscono che non c'è motivo di aspettarsi che l'economia "gig" colmi le differenze di genere.

## Per paese

Divario retributivo di genere dei dipendenti nei paesi OCSE dal 1970 al 2020

Il World Economic Forum fornisce dati del 2015 che valutano il divario retributivo di genere in 145 paesi. Le loro valutazioni tengono conto della partecipazione economica e delle opportunità, del livello di istruzione, della salute e della sopravvivenza e dei punteggi di emancipazione politica.

### Australia
In Australia, la Workplace Gender and Equality Agency (WGEA), un'agenzia statutaria del governo australiano, pubblica dati da organizzazioni australiane non pubbliche. Esiste un divario retributivo in tutti i settori. Il divario retributivo di genere è calcolato sulla retribuzione media settimanale ordinaria per i dipendenti a tempo pieno pubblicata dall'Australian Bureau of Statistics. Il divario retributivo di genere esclude i guadagni part-time, i guadagni occasionali e le tariffe orarie aumentate per gli straordinari.
L'Australia ha un persistente divario retributivo di genere. Tra il 1990 e il 2020, il divario retributivo di genere è rimasto in un intervallo compreso tra il 13 e il 19%. A novembre 2020, il divario retributivo di genere australiano era del 13,4%.
Ian Watson della Macquarie University ha esaminato il divario retributivo di genere tra i manager a tempo pieno in Australia nel periodo 2001-2008 e ha scoperto che tra il 65 e il 90% di questa differenza di guadagno non poteva essere spiegata da un'ampia gamma di variabili demografiche e del mercato del lavoro. Infatti, "una parte importante del divario di guadagno è semplicemente dovuta al fatto che le donne manager sono donne". Watson nota anche che nonostante le "caratteristiche dei manager uomini e donne siano notevolmente simili, i loro guadagni sono molto diversi, il che suggerisce che la discriminazione gioca un ruolo importante in questo risultato". Un rapporto del 2009 al Department of Families, Housing, Community Services and Indigenous Affairs ha anche scoperto che "essere semplicemente una donna è il principale fattore che contribuisce al divario in Australia, rappresentando il 60% della differenza tra i guadagni delle donne e degli uomini, una scoperta che riflette altre ricerche australiane in questo settore". Il secondo fattore più importante nella spiegazione del divario retributivo è stata la segregazione industriale. Un rapporto della Banca Mondiale ha anche scoperto che le donne in Australia che lavoravano part-time ed erano sposate provenivano da famiglie in cui il lavoro era distribuito in base al genere, avevano un alto livello di soddisfazione lavorativa e quindi non erano motivate ad aumentare le loro ore di lavoro.

### Brasile
Il Global Gender Gap Report classifica il Brasile al 95º posto su 144 paesi per parità salariale per lavori simili. Il Brasile ha un punteggio di 0,684, che è leggermente al di sotto dell'indice globale del 2017.
Secondo l'Instituto Brasileiro de Geografia e Estatística, o IBGE, le donne in Brasile studiano di più, lavorano di più e guadagnano meno degli uomini. In media, combinando lavoro retribuito, faccende domestiche e cura delle persone, le donne lavorano tre ore a settimana in più degli uomini. Infatti, le donne in media lavoreranno 54,4 ore a settimana e l'uomo in media lavorerà solo 51,4 ore a settimana. Nonostante ciò, anche con un livello di istruzione più elevato, le donne guadagnano, in media, meno degli uomini. In Brasile, per legge, le lavoratrici possono scegliere di prendere 6 mesi di congedo di maternità che devono essere interamente pagati dal datore di lavoro. Le donne che lavorano in lavori informali guadagnano solo il 50% della media delle donne in lavori formali. Tra gli uomini la differenza è meno radicale: gli uomini che lavorano in lavori informali guadagnano il 60% della media degli uomini in lavori formali.

### Canada
Uno studio sui salari tra i responsabili della supply chain canadese ha scoperto che le donne guadagnano in media 14.296 dollari all'anno in meno rispetto agli uomini. Analogamente, uno studio nel settore sanitario ha scoperto che le donne responsabili della salute guadagnano il 12% in meno rispetto agli uomini a livello intermedio e il 20% in meno a livello senior, dopo aver effettuato una correzione statistica per età, istruzione e altre caratteristiche. La ricerca suggerisce inoltre che man mano che i professionisti qualificati salgono nella gerarchia dirigenziale, è meno probabile che siano donne. Le donne in Canada hanno anche maggiori probabilità di essere trovate in lavori a basso salario rispetto agli uomini. Resta la questione del perché tale tendenza sembri risuonare in tutto il mondo sviluppato. Un fattore sociale identificato che è stato identificato è l'afflusso di donne di colore e immigrati nella forza lavoro. Entrambi questi gruppi tendono a essere soggetti a lavori meno retribuiti da una prospettiva statistica. Ogni provincia e territorio del Canada ha un codice dei diritti umani quasi costituzionale che proibisce la discriminazione basata sul sesso. Molti hanno anche leggi che proibiscono specificamente ai datori di lavoro del settore pubblico e privato di pagare uomini e donne importi diversi per lavori sostanzialmente simili. Testualmente, l'Alberta Human Rights Act afferma in merito alla parità di retribuzione, "Quando dipendenti di entrambi i sessi svolgono lo stesso lavoro o un lavoro sostanzialmente simile per un datore di lavoro in uno stabilimento, il datore di lavoro deve pagare i dipendenti alla stessa tariffa di retribuzione". Tuttavia, le politiche di equità retributiva non affrontano adeguatamente i pregiudizi di genere e la tendenza delle donne a essere raggruppate in lavori e settori che pagano meno degli uomini nonostante la somiglianza di competenze, qualifiche, condizioni di lavoro e livelli di responsabilità.

### Cina
Utilizzando i divari tra uomini e donne nella partecipazione economica e nelle opportunità, nel livello di istruzione, nella salute e nella sopravvivenza e nell'emancipazione politica, il Global Gender Gap Report 2018 classifica il divario di genere della Cina al 110º posto su 145 paesi. Come paese a reddito medio-alto, secondo la classificazione della Banca Mondiale, la Cina è il "terzo paese meno migliorato al mondo" per quanto riguarda il divario di genere. Il sottoindice di salute e sopravvivenza è il più basso tra i paesi elencati; questo sottoindice tiene conto delle differenze di genere nell'aspettativa di vita e nel rapporto tra i sessi alla nascita (il rapporto tra figli maschi e femmine per rappresentare le preferenze dei figli maschi in conformità con la politica cinese del figlio unico). In particolare, Jayoung Yoon, un ricercatore, sostiene che il tasso di occupazione femminile sta diminuendo. Tuttavia, ci si potrebbe aspettare che diversi fattori che contribuiscono aumentino la partecipazione delle donne. I fattori che contribuiscono di Yoon includono: i ruoli di genere tradizionali; la mancanza di servizi di assistenza all'infanzia forniti dallo Stato; l'ostacolo dell'educazione dei figli; e le donne altamente istruite e nubili definite "donne residue" dallo Stato. Il termine "donne residue" crea ansie nelle donne che vogliono affrettare il matrimonio, ritardando l'occupazione. In linea con i ruoli di genere tradizionali, il movimento "Le donne tornano a casa" del governo ha incoraggiato le donne a lasciare il lavoro per alleviare il tasso di disoccupazione degli uomini.

### Repubblica Dominicana
Le donne dominicane, che rappresentano il 52,2% della forza lavoro, guadagnano in media 20.479 pesos dominicani, il 2,6% in più rispetto al reddito medio degli uomini dominicani di 19.961 pesos. La classifica Global Gender Gap, ottenuta compilando i punteggi di partecipazione economica e opportunità, livello di istruzione, salute e sopravvivenza e potere politico, nel 2009 era al 67º posto su 134 paesi che rappresentavano il 90% del globo, e la sua classifica è scesa all'86º posto su 145 paesi nel 2015. Più donne ricoprono incarichi ministeriali, migliorando il punteggio di potere politico, ma le donne non ricevono la stessa retribuzione per lavori simili, preservando i bassi punteggi di partecipazione economica e opportunità.

### Unione Europea
A livello dell'UE, il divario retributivo di genere è definito come la differenza relativa tra la retribuzione oraria lorda media di donne e uomini nell'economia nel suo complesso. Vi erano notevoli differenze tra gli Stati membri, con un divario retributivo non corretto che andava da meno del 10% in Italia, Slovenia, Malta, Romania, Belgio, Portogallo e Polonia a oltre il 20% in Slovacchia, Paesi Bassi, Repubblica Ceca, Cipro, Germania, Regno Unito e Grecia e oltre il 25% in Estonia e Austria. Tuttavia, tenendo conto delle ore lavorate in Finlandia, gli uomini lì guadagnavano solo lo 0,4% in più di reddito netto rispetto alle donne.
Un recente sondaggio condotto tra studi legali internazionali specializzati in diritto del lavoro ha mostrato che la segnalazione del divario retributivo di genere non è una politica comune a livello internazionale. Nonostante tali leggi a livello nazionale siano poche e distanti tra loro, ci sono richieste di regolamentazione a livello UE. Una recente risoluzione (a dicembre 2015) del Parlamento europeo ha esortato la Commissione a presentare una legislazione per colmare il divario retributivo. Una proposta che è sostanzialmente la stessa del piano del Regno Unito è stata approvata con 344 voti contro 156 nel Parlamento europeo.
La Commissione europea ha affermato che la sottovalutazione del lavoro femminile è uno dei principali fattori che contribuiscono al persistente divario retributivo di genere. Aggiunge che le spiegazioni del divario retributivo vanno oltre la discriminazione e che altri fattori contribuiscono a mantenere il divario: fattori come l’equilibrio tra lavoro e vita privata, la questione delle donne in posizioni di leadership e il soffitto di cristallo, e la segregazione settoriale, che ha a che fare con la sovra-rappresentazione delle donne nei settori a bassa retribuzione.

#### Finlandia
In media, tra il 1995 e il 2005, le donne in Finlandia hanno guadagnato il 28,4% in meno in stipendi non aggiustati rispetto agli uomini. Tenendo conto dell'elevata aliquota progressiva dell'imposta in Finlandia, la differenza di reddito netto è stata del 22,7%. Aggiustate per la quantità di ore lavorate (e non includendo le ore di servizio militare nazionale non retribuito), queste differenze salariali si riducono a circa il 5,7% (non tassato) e lo 0,4% (aggiustato per le imposte).
La differenza nella quantità di ore lavorate è in gran parte attribuita a fattori sociali; ad esempio, le donne in Finlandia dedicano molto più tempo al lavoro domestico. Altri fattori considerevoli sono l'aumento delle retribuzioni per gli straordinari e il lavoro serale/notturno, di cui gli uomini in Finlandia, in media, lavorano di più. Confrontando le persone con lo stesso titolo di lavoro, le donne nelle posizioni del settore pubblico guadagnano circa il 99% dei loro colleghi maschi, mentre quelle nel settore privato guadagnano solo il 95%. Le posizioni del settore pubblico sono generalmente definite in modo più rigido, consentendo una minore negoziazione delle retribuzioni individuali e del lavoro straordinario/serale/notturno.
Nel 2018, la Finlandia si è classificata al quarto posto e ha completamente colmato il divario di genere nel livello di istruzione, e ha colmato oltre l’82% del suo divario di genere complessivo.

#### Germania
Secondo l'Ufficio federale di statistica della Germania, le donne guadagnano il 22-23% in meno degli uomini. Il divario retributivo di genere rivisto era del 6-8% negli anni 2006-2013. L'Istituto di ricerca economica di Colonia ha adeguato il divario salariale a meno del 2%. Hanno ridotto il divario retributivo di genere dal 25% all'11% tenendo conto delle ore di lavoro, dell'istruzione e del periodo di impiego. La differenza di reddito è stata ulteriormente ridotta se le donne non avevano sospeso il loro lavoro per più di 18 mesi a causa della maternità.
I fattori più significativi associati al divario retributivo di genere residuo sono il lavoro part-time, l’istruzione e la segregazione occupazionale (meno donne in posizioni di leadership e in settori come STEM).
Nel 2017, la Germania ha approvato la legge sulla trasparenza delle strutture salariali, che obbliga i datori di lavoro di grandi dimensioni a pubblicare informazioni sui divari retributivi di genere e garantisce ai dipendenti il diritto di essere informati sul loro stipendio rispetto a quello dei dipendenti del sesso opposto.

#### Lussemburgo
In Lussemburgo, il divario di reddito di genere totale rappresenta il 32,5%. Il divario retributivo di genere dei lavoratori a tempo pieno per quanto riguarda i salari lordi mensili si è ridotto negli ultimi anni. Secondo i dati dell'OCSE, il divario retributivo di genere è sceso di oltre il 10% tra il 2002 e il 2015. Il divario dipende anche dalla fascia di età. Le donne di età compresa tra 25 e 34 anni percepiscono salari più alti rispetto agli uomini in questo periodo di tempo. Uno dei motivi è che hanno un livello di istruzione più elevato durante questa età. Dall'età di 35 anni gli uomini guadagnano salari più alti rispetto alle donne.
L'attuale portata del divario retributivo di genere si riferisce a diversi fattori come le diverse ore di lavoro e la diversa partecipazione al mercato del lavoro. Più donne (30,4%) rispetto agli uomini (4,6%) lavorano part-time, a causa di questo fatto le ore di lavoro complessive per le donne sono ridotte. La partecipazione alla forza lavoro rappresenta il 60,3% per le donne e il 76% per gli uomini, perché la maggior parte delle donne usufruirà del congedo di maternità. Gli uomini partecipano più spesso a lavori più retribuiti, ad esempio in posizioni dirigenziali (93,7%), il che influisce anche sulla portata del divario retributivo di genere.
In Lussemburgo si riscontra anche un divario di genere nei titoli di studio professionali (12%) e nella formazione degli apprendisti (3,4%).

#### Paesi Bassi
Nei Paesi Bassi, recenti dati del CBS (Central Bureau voor Statistieken; inglese: Central Bureau of Statistics) affermano che il divario retributivo si sta riducendo. Aggiustato per livello di occupazione, livello di istruzione, livello di esperienza e altre 17 variabili, la differenza di guadagni nelle aziende è scesa dal 9% (2008) al 7% (2014) e nel governo dal 7% (2008) al 5% (2014). Senza aggiustamenti, il divario è per le aziende del 20% (2014) e per il governo del 10% (2014). Le giovani donne guadagnano più degli uomini fino all'età di 30 anni, questo è dovuto principalmente a un livello di istruzione più elevato. Le donne nei Paesi Bassi, fino all'età di 30 anni, hanno un livello di istruzione più elevato in media rispetto agli uomini; dopo questa età gli uomini hanno in media un titolo di studio più elevato. La possibilità può anche essere causata dalle donne che rimangono incinte e iniziano ad accettare lavori part-time in modo da poter prendersi cura dei figli.

### India
Per l'anno 2013, il divario retributivo di genere in India è stato stimato al 24,81%. Inoltre, analizzando il livello di partecipazione femminile all'economia, un rapporto colloca l'India tra gli ultimi 10 paesi della sua lista. Quindi, oltre alla diseguaglianza retributiva, c'è anche una diseguaglianza di rappresentanza, perché mentre le donne costituiscono quasi la metà della popolazione indiana (circa il 48% del totale), la loro rappresentanza nella forza lavoro ammonta solo a circa un quarto del totale.

### Giappone
Jayoung Yoon analizza la cultura giapponese del modello tradizionale del capofamiglia maschio, in cui il marito lavora fuori casa mentre la moglie è la badante. Nonostante questi ruoli di genere tradizionali per le donne, il governo giapponese mira a migliorare l'economia migliorando le politiche del lavoro per le madri con Abenomics, una strategia di rivitalizzazione dell'economia. Yoon ritiene che Abenomics rappresenti un desiderio di porre rimedio agli effetti di una popolazione che invecchia piuttosto che un desiderio di promuovere l'uguaglianza di genere. La prova della conclusione è la scoperta che le donne stanno entrando nella forza lavoro in posizioni contingenti per un reddito secondario e un'esigenza aziendale di lavoratori part-time basata sulla meccanizzazione, l'outsourcing e il subappalto. Pertanto, Yoon afferma che i tassi di partecipazione delle donne non sembrano essere influenzati dalle politiche governative ma dalle necessità delle aziende. Il Global Gender Gap Report 2015 ha affermato che la partecipazione economica e la classifica delle opportunità del Giappone (106°), con il divario di genere più ampio al 145° posto, sono diminuite rispetto al 2014 "a causa della minore uguaglianza salariale per lavori simili e del minor numero di donne tra legislatori, alti funzionari e dirigenti".

### Giordania
Su un totale di 145 stati, il World Economic Forum calcola la classifica del divario di genere della Giordania per il 2015 come 140° attraverso la partecipazione economica e le opportunità, il livello di istruzione, la salute e la sopravvivenza e le valutazioni dell'emancipazione politica. La Giordania è il "secondo paese meno migliorato al mondo" per il divario di genere complessivo. La classifica è scesa dal 93º posto nel 2006. In contraddizione con le disposizioni della Giordania all'interno della sua costituzione e essendo firmataria di molteplici convenzioni per migliorare il divario retributivo di genere, non esiste una legislazione volta all'uguaglianza di genere nella forza lavoro. Secondo il Global Gender Gap Report 2015, la Giordania ha avuto un punteggio di 0,61; 1,00 è l'uguaglianza, sulla parità di retribuzione per lavori simili.

### Corea
Come affermato da Jayoung Yoon, il tasso di occupazione femminile in Corea del Sud è aumentato dalla crisi finanziaria asiatica del 1997, a causa del fatto che le donne tra i 25 e i 34 anni hanno abbandonato il mondo del lavoro per rimanere incinte e quelle tra i 45 e i 49 anni sono tornate al mondo del lavoro. Le madri hanno maggiori probabilità di continuare a lavorare dopo aver cresciuto i figli, a causa della disponibilità di servizi di assistenza all'infanzia a prezzi accessibili forniti alle madri che erano già nel mondo del lavoro o della difficoltà di essere riassunte dopo essersi prese del tempo libero per crescere i figli. Il World Economic Forum ha scoperto che, nel 2015, la Corea del Sud aveva un punteggio di 0,55, dove 1,00 era l'uguaglianza, per l'uguaglianza salariale per lavori simili. Su un totale di 145 paesi, la Corea del Sud aveva un divario di genere al 115º posto (più basso è il punteggio, più stretto è il divario di genere). D'altro canto, l'emancipazione politica è scesa alla metà della percentuale di donne nel governo nel 2014.
Nel 2018, il divario salariale di genere in Corea del Sud era del 34,6% e le donne guadagnavano circa il 65,4% di quanto guadagnavano in media gli uomini, secondo i dati dell’OCSE. Per quanto riguarda i guadagni mensili, compresi i lavori part-time, il divario di genere può essere spiegato principalmente dal fatto che le donne lavorano meno ore degli uomini, ma anche la segregazione occupazionale e industriale gioca un ruolo importante. La Corea è considerata il paese con il divario salariale peggiore tra i paesi industrializzati. Questo divario è spesso trascurato. Inoltre, poiché molte donne lasciano il posto di lavoro una volta sposate o incinte, anche il divario di genere nei diritti pensionistici ne risente, il che a sua volta influisce sul livello di povertà.
La Corea del Nord, d'altro canto, è uno dei pochi paesi in cui le donne guadagnano più degli uomini. La disparità è dovuta alla maggiore partecipazione delle donne all'economia sommersa della Corea del Nord.

### Nuova Zelanda
Sebbene studi recenti abbiano dimostrato che il divario salariale di genere in Nuova Zelanda si è ridotto negli ultimi due decenni, il divario continua a colpire molte donne oggi. Secondo StatsNZ, il divario salariale è stato misurato al 9,4% a settembre 2017. Nel 1998, era stato misurato a circa il 16,3%. Ci sono diversi fattori che influenzano il divario salariale in Nuova Zelanda. Tuttavia, i ricercatori affermano che l'80% di questi fattori non può essere chiarito, il che spesso causa difficoltà nella comprensione del divario.
Per calcolare il divario, la Nuova Zelanda utilizza diversi metodi. Il divario ufficiale è calcolato da Statistics New Zealand. Utilizzano la differenza tra il reddito orario di uomini e donne. D'altra parte, la State Services Commission esamina il reddito medio di uomini e donne per il loro calcolo. Nel corso degli anni, l'OCSE ha monitorato e continua a monitorare il divario salariale di genere della Nuova Zelanda, insieme ad altri 34 paesi. Infatti, l'obiettivo generale dell'OCSE è quello di correggere il divario salariale in modo che il genere non giochi più un ruolo significativo nel reddito di un individuo. Sebbene si sia trattato di un cambiamento graduale, la Nuova Zelanda è uno dei paesi che ha visto notevoli progressi e i ricercatori hanno previsto che continuerà a farlo.

### Russia
In Russia esiste un divario salariale (dopo il 1991, ma anche prima) e l'analisi statistica mostra che la maggior parte di esso non può essere spiegato dalle qualifiche inferiori delle donne rispetto agli uomini. D'altro canto, la segregazione occupazionale per genere e la discriminazione nel mercato del lavoro sembrano rappresentarne una quota importante.
La Rivoluzione d'ottobre (1917) e la dissoluzione dell'Unione Sovietica nel 1991 hanno plasmato gli sviluppi del divario retributivo di genere. Questi due principali punti di svolta nella storia russa incorniciano l'analisi di tale divario in Russia riscontrato nella letteratura economica. Di conseguenza, lo studio del divario retributivo può essere esaminato per due periodi: quello nella Russia sovietica (1917-1991) e quello nella transizione e nel post-transizione (dopo il 1991).

### Singapore
Secondo Jayoung Yoon, l'invecchiamento della popolazione di Singapore e i bassi tassi di fertilità stanno portando più donne a entrare nella forza lavoro in risposta al desiderio del governo di migliorare l'economia. Il governo fornisce agevolazioni fiscali alle madri nella forza lavoro per incoraggiarle a continuare a lavorare. Yoon afferma che "con l'aumento dell'occupazione femminile, il divario di genere nei tassi di occupazione... si riduce" a Singapore. Il Global Gender Gap Report 2015 classifica il divario di genere di Singapore al 54° posto su 145 stati a livello globale in base alla partecipazione economica e alle opportunità, al livello di istruzione, alla salute e alla sopravvivenza e ai sottoindici di emancipazione politica (un livello inferiore significa un divario di genere più piccolo). Il divario di genere si è ridotto rispetto alla classifica del 2014 di 59. Nella regione Asia e Pacifico, Singapore si è evoluta di più nel sottoindice di partecipazione economica e opportunità, ma è inferiore alle medie della regione in termini di livello di istruzione ed emancipazione politica.

### Regno Unito
Ad aprile 2022 il divario retributivo medio di genere è dell’8,3%, sebbene gli uomini siano pagati meno delle donne per il lavoro part-time. Il divario varia notevolmente dal -4,4% (le donne impiegate part-time senza straordinari guadagnano più degli uomini) al 26% (per le donne del Regno Unito impiegate a tempo pieno di età compresa tra 50 e 59 anni). Nel 2012 il divario retributivo è sceso ufficialmente al di sotto del 10% per i lavoratori a tempo pieno. La retribuzione media, il punto in cui metà delle persone guadagna di più e metà guadagna di meno, è inferiore del 17,9% per le donne occupate rispetto agli uomini occupati.
I fattori più significativi associati al divario retributivo di genere sono il lavoro a tempo pieno/part-time, l'istruzione, le dimensioni dell'azienda in cui è impiegata una persona e la segregazione occupazionale (le donne sono sottorappresentate nelle occupazioni dirigenziali e professionali altamente retribuite). Nei ruoli part-time le donne guadagnavano più degli uomini del 4,4% nel 2018 (6,5% nel 2015, 5,5% nel 2014). Le lavoratrici qualificate per il GCSE o lo standard A level hanno registrato un divario retributivo minore nel 2018. (Quelle qualificate a livello di laurea hanno visto pochi cambiamenti). Uno studio del 2015 compilato dalla Press Association sulla base dei dati dell'Office for National Statistics ha rivelato che le donne ventenni guadagnavano più degli uomini ventenni in media di £ 1.111, mostrando un'inversione di tendenza. Tuttavia, lo stesso studio ha dimostrato che gli uomini trentenni guadagnavano in media 8.775 sterline in più delle donne trentenni.
Nell'ottobre 2014, l'Equality Act 2010 del Regno Unito è stato integrato con regolamenti che richiedono ai tribunali del lavoro di ordinare a un datore di lavoro (ad eccezione di una microimpresa esistente o di una nuova impresa) di effettuare un audit sulla parità di retribuzione qualora si riscontri che il datore di lavoro ha violato la legge sulla parità di retribuzione. L'allora primo ministro David Cameron ha annunciato piani per richiedere alle grandi aziende di divulgare i dati sul divario retributivo di genere tra il personale. Da aprile 2018, i datori di lavoro con oltre 250 dipendenti sono legalmente tenuti a pubblicare i dati relativi alle disuguaglianze retributive. I dati pubblicati includono le cifre relative a retribuzione e bonus tra uomini e donne e includono i dati di aprile 2017.
Un’analisi della BBC sui dati dopo la scadenza del termine ha mostrato che più di tre quarti delle aziende del Regno Unito pagano gli uomini in media più delle donne. L’avvocato del lavoro Harini Iyengar sostiene un lavoro più flessibile e un congedo di paternità più lungo per ottenere un cambiamento economico e culturale.

### Stati Uniti
Negli Stati Uniti, lo stipendio medio annuo delle donne è stato stimato tra il 78% e l'83% di quello medio degli uomini. In tutte le categorie razziali, le donne di ogni gruppo razziale o etnico guadagnano meno degli uomini dello stesso gruppo. Oltre alla discriminazione palese, molteplici studi spiegano il divario retributivo di genere in termini di maggiore partecipazione delle donne al lavoro part-time e di assenze di lunga durata dal mercato del lavoro dovute a responsabilità di cura, tra gli altri fattori.
La misura in cui la discriminazione gioca un ruolo nello spiegare le disparità salariali di genere è alquanto difficile da quantificare. Nel 2023, una ricerca condotta presso PayScale ha mostrato che la retribuzione media delle donne in percentuale rispetto a quella degli uomini è aumentata dall'83% al 99% tenendo conto di titolo di lavoro, istruzione, esperienza, settore, livello di lavoro e ore lavorate. Una ricerca simile condotta da Glassdoor nel 2019 ha rilevato una cifra non rettificata del 79% e una cifra rettificata del 95%. Una revisione della ricerca del 2010 condotta dalla maggior parte dello staff del Comitato economico congiunto del Congresso degli Stati Uniti ha riportato che gli studi hanno costantemente rilevato differenze di retribuzione inspiegabili anche dopo aver controllato i fattori misurabili che si presume influenzino i guadagni, il che suggerisce fattori contributivi sconosciuti/non misurabili di cui la discriminazione di genere potrebbe essere uno. Altri studi hanno trovato prove dirette di discriminazione, ad esempio, più lavori sono andati alle donne quando il sesso del candidato era sconosciuto durante il processo di assunzione.

## Forza lavoro da remoto
Negli Stati Uniti, il divario retributivo di genere è di circa 10 centesimi più grande nella forza lavoro da remoto (telelavoro) rispetto alla forza lavoro non remota, secondo un rapporto di PayScale. Il rapporto ha rilevato che nella forza lavoro da remoto, le donne guadagnavano il 79% di quanto guadagnavano gli uomini, rispetto all'89% nella forza lavoro non da remoto. Un sondaggio del Regno Unito del 2023 ha rilevato che i manager avevano il 15% in meno di probabilità di dare promozioni alle donne che lavorano da remoto rispetto all'ufficio e il 30% in meno di probabilità di dare promozioni agli uomini.